# Perg (gemeente)
Perg is een gemeente in de Oostenrijkse deelstaat Opper-Oostenrijk, gelegen in het district Perg (PE). De gemeente heeft ongeveer 7200 inwoners.

## Geografie
Perg heeft een oppervlakte van 27 km². De gemeente ligt in het noorden van Oostenrijk, in het oosten van de deelstaat Opper-Oostenrijk. Perg ligt ten oosten van de stad Linz.

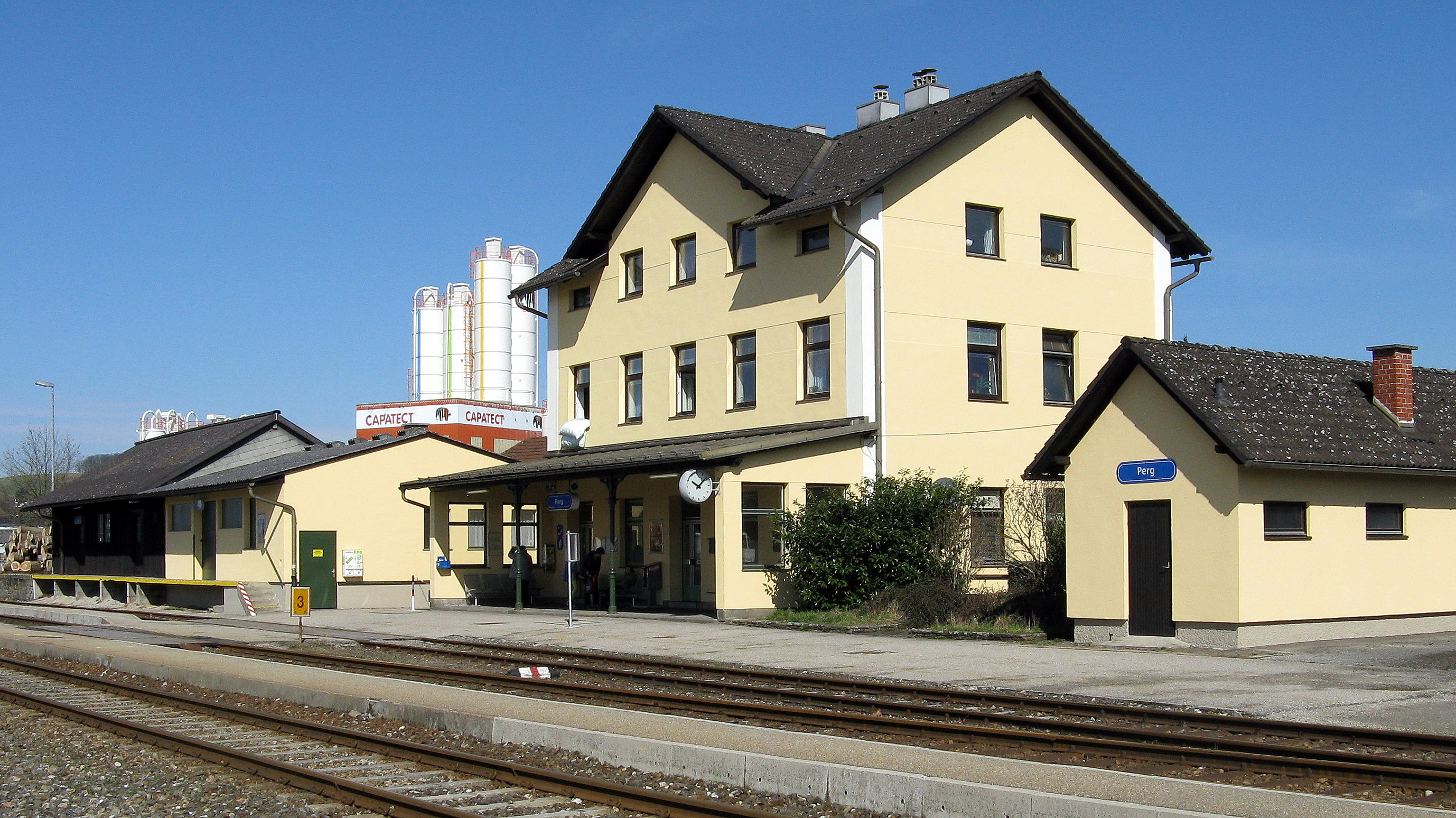
Het station van Perg (2009)

Allerheiligen im Mühlkreis · Arbing · Bad Kreuzen · Baumgartenberg · Dimbach · Grein · Katsdorf · Klam · Langenstein · Luftenberg an der Donau · Mauthausen · Mitterkirchen im Machland · Münzbach · Naarn im Machlande · Pabneukirchen · Perg · Rechberg · Ried in der Riedmark · Saxen · Schwertberg · Sankt Georgen am Walde · Sankt Georgen an der Gusen · Sankt Nikola an der Donau · Sankt Thomas am Blasenstein · Waldhausen im Strudengau · Windhaag bei Perg
- Gemeinsame Normdatei: 4354121-5
- Library of Congress Control Number: no2011034717
- MusicBrainz: 48386ee3-0af7-4554-9fe4-7da3b047b489
- Nationale Bibliotheek van Tsjechië: ge1105238
- Virtual International Authority File: 239621818